# Oued Amlil
Oued Amlil (Arabisch: واد أمليل, Tamazight: ⵡⴰⴷ ⴰⵎⵍⵉⵍ, Asif Amlil – "Witte Rivier") is een stad en gemeente in de provincie Taza, in de regio Fès-Meknès, Marokko. De stad ligt aan de nationale weg N6, ongeveer 29 kilometer ten westen van Taza, en fungeert als een belangrijk verkeersknooppunt tussen Fès en Oujda.

## Geografie
Oued Amlil bevindt zich in een vallei aan de voet van het Midden-Atlasgebergte en het Nationaal park Tazekka, op een hoogte van ongeveer 580 meter boven zeeniveau. Het gebied wordt gekenmerkt door een mediterraan klimaat met warme zomers en koele winters. De omgeving bestaat uit vruchtbare landbouwgronden en heuvelachtig terrein.

## Bevolking
Volgens de volkstelling van 2014 telde Oued Amlil 10.405 inwoners. De bevolking bestaat voornamelijk uit Imazighen (Berbers) die het Tamazight spreken, naast het Marokkaans Arabisch. Er is sprake van een jonge bevolking met veel gezinnen afkomstig uit omliggende dorpen.

## Overstroming
In september 1995 werd Oued Amlil getroffen door een ernstige overstroming, waarbij 43 mensen om het leven kwamen. Deze ramp wordt beschouwd als een van de zwaarste natuurrampen in de recente geschiedenis van Marokko.

## Economie
De economie van Oued Amlil is voornamelijk gebaseerd op handel, kleinschalige landbouw en transport. Dankzij de ligging aan een belangrijk verkeersknooppunt is de stad een tussenstop voor reizigers en vrachtverkeer tussen oost- en west-Marokko. Er is een wekelijkse markt die bewoners uit omliggende dorpen aantrekt.

## Transport
Oued Amlil beschikt over een treinstation langs de ONCF-spoorlijn Fès–Oujda en is ook per bus goed bereikbaar. De nabijheid van de nationale weg N6 maakt de stad tot een logistiek knooppunt in het oosten van het land.

## Cultuur en samenleving
Oued Amlil kent een levendig dorpsleven, met traditionele feesten, souks en gemeenschapsrituelen. De stad speelt een regionale rol in de sociale cohesie van de omliggende landelijke dorpen.